# Vesna Pusić

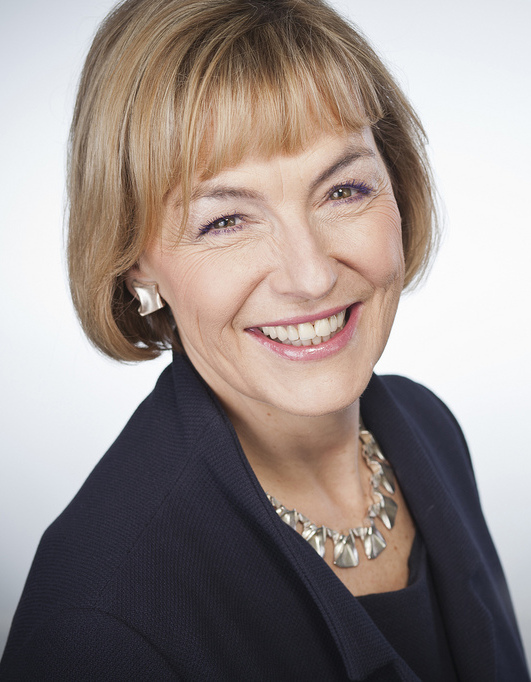
Vesna Pusić (2011)

Vesna Pusić (* 25. März 1953 in Zagreb, Jugoslawien) ist eine kroatische Soziologin und Politikerin (Hrvatska narodna stranka – Liberalni demokrati) (deutsch Kroatische Volkspartei – Liberaldemokraten).

## Biographie
Vesna Pusić studierte an der Universität Zagreb Soziologie und promovierte dort 1984 mit einer Arbeit über Entscheidungsprozesse in der Arbeiterselbstverwaltung. Seit 1988 lehrt sie als Professorin für Soziologie an der Universität Zagreb.
Ende der 1970er Jahre war sie an der Gründung der ersten feministischen Gruppe in Jugoslawien Žena i društvo (Frau und Gesellschaft) beteiligt. Sie gehörte 1990 zu den Gründungsmitgliedern der linksliberalen Kroatischen Volkspartei und war von 2000 bis 2008 Parteivorsitzende. Von 2000 bis 2011 war sie Mitglied des kroatischen Parlaments. Sie trat als Kandidatin bei der Präsidentschaftswahl in Kroatien 2009/10 an und erhielt im ersten Wahlgang 7,25 % der Stimmen.
Im Kabinett von Zoran Milanović war sie vom 23. Dezember 2011 bis zum 22. Januar 2016 Außenministerin.
Beim 11. Parteikongress 2012 neben Ivan Vrdoljak zur Vizepräsidentin der Partei gewählt, wurde sie im März 2013 als Nachfolgerin von Radimir Čačić Parteivorsitzende der HNS.
Vesna Pusić ist die Tochter des Rechtswissenschaftlers Eugen Pusić. Sie ist verheiratet und hat eine Tochter.

## Belege
1. ↑  Croatian Ministers for Foreign Affairs. Abgerufen am 27. Februar 2016 (englisch).
2. ↑  Čačić izabran za predsjednika HNS-a. In: hns.hr. 17. März 2012, archiviert vom Original am 9. Juli 2012; abgerufen am 27. Februar 2016 (kroatisch).
3. ↑  Pusić an die Spitze der HNS gewählt. In: ORF.at. Archiviert vom Original am 8. April 2013; abgerufen am 27. Februar 2016.

| Personendaten    | Personendaten                                                                       |
| ---------------- | ----------------------------------------------------------------------------------- |
| NAME             | Pusić, Vesna                                                                        |
| KURZBESCHREIBUNG | jugoslawische bzw. kroatische Soziologin und Politikerin; Außenministerin Kroatiens |
| GEBURTSDATUM     | 25. März 1953                                                                       |
| GEBURTSORT       | Zagreb                                                                              |